# Lust ohne Grenzen
Lust ohne Grenzen (Originaltitel: Año bisiesto; englischer Titel: Leap Year; Übersetzung jeweils: Schaltjahr) ist ein mexikanisches Erotikdrama aus dem Jahr 2010.
Der internationale Kinostart erfolgte am 17. Mai 2010, der Film erschien im Jahr 2013 auch als DVD.

## Handlung
Die Journalistin Laura lebt alleine in einer kleinen Wohnung in Mexiko-Stadt. Nach einigen One-Night-Stands lernt sie Arturo kennen. Es entsteht eine intensive, auch gewaltvolle, sexuelle Beziehung zwischen beiden. Laura zählt mit den Tagen einen Countdown bis zum 29. Februar, dem Todestag ihres Vaters. Je näher dieser Tag kommt, desto extremer werden die Sexspiele Arturos mit Laura. An diesem Tag jedoch verlangt Laura von ihrem Partner, ihr beim Sex die Kehle durchzuschneiden. Arturo aber hat sich bereits in Laura verliebt.

## Produktion und Veröffentlichung
Das Drehbuch zu seinem Erstlingsfilm schrieb der Regisseur zusammen mit der mexikanischen Drehbuchautorin und Filmregisseurin Lucia Carreras (* 1973). Die damals erst 18-jährige Mónica Del Carmen spielte hier zum ersten Mal die Hauptrolle in einem Film.
Gedreht wurde der Film vom 25. Mai bis zum 11. Juni 2009 in Mexiko-Stadt. Verantwortlich für die Cinematografie war der mehrfach ausgezeichnete mexikanische Regisseur und Kameramann Juan Manuel Sepúlveda (* 1976).
Premiere des Films war am 17. Mai 2010 in Cannes, am 16. Juni kam er in Frankreich in die Kinos.
2013 produzierte das Label Alive eine DVD in deutscher und spanischer Sprache, die auch Making-of-Material und ein Musikvideo enthält.

## Rezeption

### Auszeichnungen
- Caméra d’Or für den besten Debütfilm
- Festival du Nouveau Cinema: bester Film
- Ariel Awards (Mexiko): bestes Erstlingswerk, beste Schauspielerin, Nominierung für das beste Drehbuch

### Kritik
Der Film erreichte bei Rotten Tomatoes eine Positivqote von 70 % auf der Basis von 30 Filmkritiken.
In seiner ausführlichen DVD-Kritik schreibt der Filmjournalist Sebastian Betzold, Michael Rowe habe mit seinem Spielfilmdebüt ein Kammerspiel inszeniert, das aufgrund seiner ruhigen Erzählweise sehr intensiv wirke. Da der Film fast ausschließlich in einem Appartement spiele, es Szenen gebe, in denen oberflächlich gesehen nicht viel passiert, lebe die Geschichte in erster Linie vom starken Spiel der Hauptdarstellerin. Betzold bezeichnet den Film als „ein sehr gut gespieltes, intensives Kammerspiel“, das eine gute Balance zwischen intimen Drama und Erotikfilm finde. Die mutige Darstellung von Monica del Carmen, die den Zuschauer Lauras Einsamkeit und ihre verzweifelte Sehnsucht danach, etwas zu empfinden, das sie glücklich macht, spüren lasse, mache den Film trotz einiger Längen und seinem „etwas enttäuschenden Ende“ durchaus sehenswert.